# Боберка (село)
Бобе́рка — (пол.  Boberka) село у Карпатах, у Боринській селищній громаді Самбірського району Львівської області України. Село розташоване на території Регіонального ландшафтного парку «Надсянського». Населення становить 1203 осіб (2001 р.).

## Географія
Боберка розташована в межах Стрийсько-Сянської Верховини, що у Східних Карпатах. Село простягається з південного сходу на північний захід на понад 6 км у долині між двома гірськими хребтами. З південного заходу до долини прилягає хребет Червоний Верх з найвищою точкою — горою Мархітиной (826 м), а з півночного сходу та півночі — невисокий слабозаліснений хребет з висотами 600—700 м. Вздовж північно-східних околись села проходить Головний європейський вододіл.
Село розташоване на берегех річки Ріки, яка протікає вздовж долини на північний захід. Річка є притокою річки Сян, яка у свою чергу впадає у Віслу. За 6 км на південний схід від центральної частини Боберки лежить село Шандровець, а за 3 км на північний схід — Дністрик-Дубовий. Районний центр — місто Турка — розташований за 14 км на південний схід. Впритул до села з заходу підходить українсько-польський кордон.

## Історія
Село Боберка засноване 1537 року краківським воєводою Петром Кмітою над притокою Сяна р. Боберка. Привілей на село отримав солтис Іван Вольоша. Перші тризрубні церкви бойківського типу у Боберці були побудовані в XVI—XVII століттях.
У Боберці було велике муроване дворище (на місці, де тепер школа) і парк XIX століття.
У Боберці 1885 році побував відомий український письменник Іван Франко.
На відміну від інших прикордонних сіл, населення Боберки не постраждало внаслідок операції «очищення прикордонної смуги», що проводилася після 1939 р.
По завершенні Другої світової війни радянські окупанти розгорнули боротьбу з патріотами армії УПА. Згодом 1969 року встановили обеліск у пам'ять про 47 селян, загиблих у боротьбі з повстанцями та в радянсько-німецькій війні.
У межах примусової колективізації влада СРСР створила на всю сільраду колгосп «Радянський прикордонник» з центром у Боберці. Він працював до розпаду Союзу.
5 квітня 2019 року до Національного музею «Тюрма на Лонцького» у Львові передали архів УПА, знайдений в околицях села.

## Пам'ятки
У селі збереглася традиційна дерев'яна бойківська забудова та пилорами, млин, старі мости, є багато придорожніх капличок та хрестів.
В околицях села є кам'яні розсипи та оліготрофне болото.

## Церкви

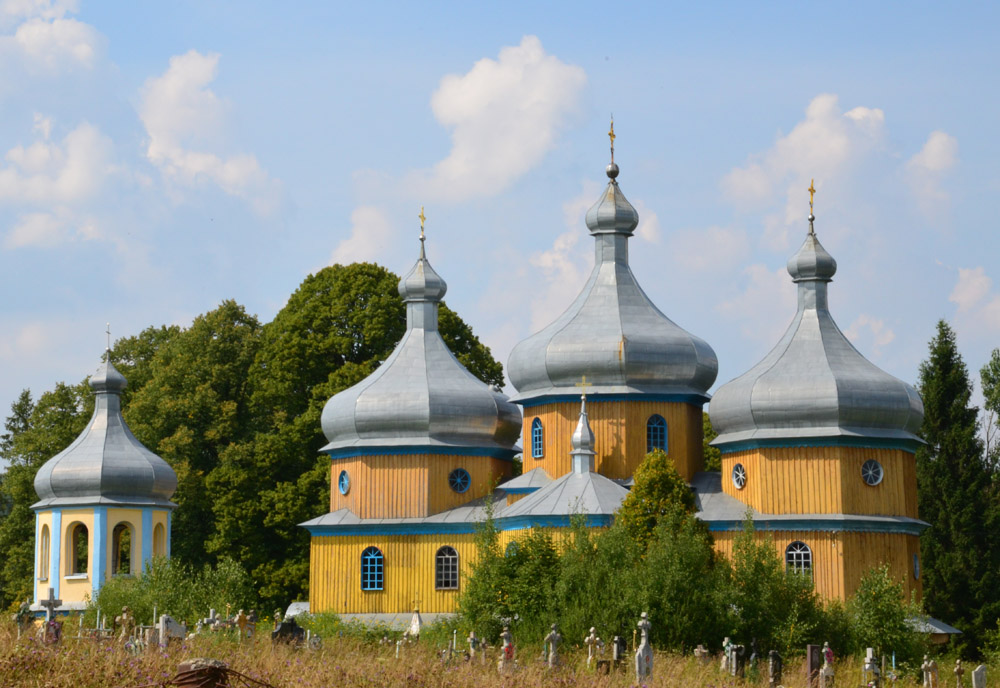
Церква Святого архангела Михаїла

У 1914 р. в частині села, яка зветься Боберкою Долішньою, на цвинтарі побудована церква святого архистратига Михаїла (Положення ризи Пресвятої Богородиці). Дерев'яна хрещата будівля в неукраїнському стилі, зведена на мурованім з каменя цоколі. Оточує церкву піддашшя оперте на профільовані виступи вінців зрубів. 1960—1989 рр. — замкнена. У храмі збереглися запрестольна ікона Покрови Пресвятої Богородиці (1759 р.) і «Євангеліє» львівського видавництва 1743 р.
У іншій частині села — Боберці Горішній, в 1913 р. споруджено церкву Вознесіння Господнього. Тут зберігають церковні книги львівського друку, датовані 1623 і 1737 роками. А також у храмі є предмети церковного вистрою з розібраних церков у селах Локіть та Дидьова (нині не існують). Орієнтована вівтарем на північ. Дерев'яна хрещата церква в неукраїнському стилі, зведена на мурованім з каменю цоколі. При вівтарі по обидва боки розташовані прямокутні захристії. Оточує церкву піддашшя, оперте на профільовані виступи вінців зрубів. Стіни підопасання, надопасання та восьмерика ошальовані вертикально дошками і лиштвами. 1962—1989 рр. — замкнена.

## Господарство
У радянські часи тодішній колгосп «Радянський прикордонник» (2139 га сільгоспугідь, 916 гектарів орної землі та 740 гектарів лісу) спеціалізувався на вівчарстві і м'ясному тваринництві. Працювала швейна майстерня.

## Населення
- 1880 — 1168 (у тому числі 14 римо-католиків, 1109 греко-католиків і 35 юдеїв)[4].
- 1921 — 1512 мешканців.
- 1939  — 2110 мешканців (2020 українців, 30 поляків і 60 євреїв)[5].
- 1989 — 1364 (644 чоловіків, 720 жінок)[6]
- 2001 — 1203[7].

## Відомі мешканці

### Народились
- Глушкевич Маріян Феофілович — галицький громадський діяч і поет-модерніст москвофільського напряму.

## Соціальна сфера
У селі функціонує одинадцятирічний НВК, народний дім, ФАП, бібліотека, поштове відділення. У радянські часи була їдальня, чотири крамниці.

## Клімат
- Середньорічна температура повітря — 7,9 °C
- Відносна вологість повітря — 69,7 %
- Середня швидкість вітру — 3,8 м/с

| Клімат Боберки                      | Клімат Боберки | Клімат Боберки | Клімат Боберки | Клімат Боберки | Клімат Боберки | Клімат Боберки | Клімат Боберки | Клімат Боберки | Клімат Боберки | Клімат Боберки | Клімат Боберки | Клімат Боберки | Клімат Боберки |
| Показник                            | Січ.           | Лют.           | Бер.           | Квіт.          | Трав.          | Черв.          | Лип.           | Серп.          | Вер.           | Жовт.          | Лист.          | Груд.          | Рік            |
| Середня температура, °C             | −3,3           | −2,5           | 1,7            | 8,1            | 13,8           | 16,7           | 19,0           | 18,8           | 13,7           | 8,6            | 2,3            | −2,3           | 7,9            |
| ----------------------------------- | -------------- | -------------- | -------------- | -------------- | -------------- | -------------- | -------------- | -------------- | -------------- | -------------- | -------------- | -------------- | -------------- |
| Джерело: NASA. База даних RETScreen |                |                |                |                |                |                |                |                |                |                |                |                |                |